# Château de Touteville
Le château de Touteville est un château situé à Asnières-sur-Oise, dans le département du Val-d'Oise (Île-de-France). Il a été classé monument historique par arrêté du 31 mars 1992.

## Localisation
Le château de Touteville se situe en France, en Île-de-France, au nord du département du Val-d'Oise et sur la commune d'Asnières-sur-Oise, rue Frileuse, près du parc municipal de Touteville qui n'est autre que l'ancien parc du château. Seulement le mur latéral ouest est visible depuis le domaine public.

## Historique
Succédant à un premier château dont les origines remontent à une période inconnue, le château actuel date des XVIe et XVIIIe siècles, mais a été érigé sur des caves et fondations du XIIIe siècle. Les façades de ce château ne présentent pas un intérêt particulier, mais son intérieur renferme un escalier remarquable et des décorations peintes. En dessous du château, subsiste une immense salle souterraine du XIIIe siècle, en très bon état de conservation. Anciennement appelé château d'Estouville, son nom viendrait d'estoc.
Comme plusieurs autres manoirs de la commune, Touteville était devenu le centre d'un fief appartenant à l'abbaye de Royaumont vers le milieu du XVIe siècle. Les premiers titulaires du fief furent M. de la Porte et M. Binot.
À la Révolution, le seigneur était M. (Gabriel) Choart, président de la Cour des aides. La comtesse de Kerkado (de la famille de Saulx-Tavannes) fit aménager les pièces d'eau du parc,. 
Les 80 % de la superficie du jardin à l'anglaise du château forment aujourd'hui un parc public ; il se situe à cheval sur les communes d'Asnières et de Viarmes. Le château, quant à lui, reste une propriété privée dont les principales façades vers le nord et vers le sud sont seulement partiellement visibles depuis la rue.
Le château est inscrit monument historique par arrêté du 27 septembre 1990 alors que la cave médiévale est, pour sa part, classée monument historique par arrêté du 31 mars 1992.

## Parc
Le parc du château de Touteville, propriété municipale partagée avec la commune de Viarmes pour les 80 % de sa superficie, a été retenu pour le pré-inventaire des Jardins remarquables. C'est un jardin anglais qui comporte des pièces d'eau.